# Крона (радиооптический комплекс)
Радиооптический комплекс распознавания космических объектов «Крона» (РОКР КО «Крона») — объект Космических войск России, уникальность которого заключается в совмещении радиолокационных и оптических средств. Крона распознаёт космические объекты, выявляет их принадлежность, назначение и технические характеристики. Пропускная способность комплекса — 30 000 космических объектов в сутки.

## Направления исследований
- автономное обнаружение и определение траекторных параметров низкоорбитальных космических объектов;
- определение размеров, формы космических объектов и параметров движения вокруг центра масс;
- получение оптических изображений;
- определение и каталогизация отражательных характеристик космических объектов в дециметровом, сантиметровом и оптическом диапазонах волн;
- распознавание новых искусственных спутников Земли[2].

## Принцип работы
1. РЛС канала «А» (дециметровые волны) обнаруживает спутник, измеряет его характеристики и орбитальные параметры.
2. Затем на спутник наводится РЛС канала «Н» (сантиметровые волны), которая уточняет координаты спутника.
3. Затем лазерный локатор наводится по уточнённым координатам и подсвечивает спутник.
4. Отражённый от спутника лазерный луч улавливает пассивный телескоп-фотометр.
5. Полученное изображение анализируется, определяется назначение спутника, результаты поступают в Центр контроля космического пространства[3].

## Состав комплекса 45Ж6

### Радиолокационная станция (20Ж6)
Радиолокационная станция расположена в нескольких километрах от вершины горы Чапал 43°49′34″ с. ш. 41°20′36″ в. д.. Её зона действия — верхняя полусфера с радиусом 3500 км. Состоит из двух каналов, работающих в разных диапазонах.
- Дециметровый диапазон — канал «А» — приёмо-передающая фазированная антенная решётка апертурой размером 20 × 20 м.
- Сантиметровый диапазон — канал «Н» — приёмо-передающая система, состоящая из пяти вращающихся параболических антенн, которые работают по принципу интерферометра, благодаря чему очень точно измеряет параметры орбиты космического объекта[1].

### Лазерно-оптический локатор (30Ж6МК / 14Ц235) Калина
Лазерно-оптический локатор расположен на вершине горы Чапал 43°43′00″ с. ш. 41°13′47″ в. д. и состоит из нескольких каналов.
- Приёмный канал — оптический телескоп К-95М[4] с остронаправленной блендой, который позволяет получать изображения космических объектов в отражённом солнечном свете на расстоянии до 40 000 км, управляется по заранее заданной программе и сопровождает предварительно выбранные объекты[1].
- Пассивный канал автономного обнаружения (КАО) космических объектов — автоматически проводит патрульные наблюдения с целью обнаружения ранее неизвестных космических объектов в своей области небесной сферы, определяет их характеристики и передаёт всё это в Центр контроля космического пространства[1].

Недостаток указанных выше двух каналов в том, что они обрабатывают отражённый от объекта солнечный свет и могут работать только в ночные часы и только при отсутствии облачности.
- Приёмо-передающий канал — излучает лазерный луч в сторону космического объекта, принимает и обрабатывает отражённый сигнал. Не зависит от времени суток[1].

Станция лазерной подсветки комплекса разработана АО «ЛОМО».

### Истребитель-перехватчик
До распада СССР в составе комплекса «Крона» использовались 3 истребителя-перехватчика МиГ-31Д, вооружённые ракетами 79М6 «Контакт» (с кинетической боевой частью) (противоспутниковое оружие) для уничтожения вражеских спутников на орбите. После распада СССР эти истребители достались Казахстану.
Планируется[кем?], что на предстоящих[когда?] испытаниях комплекса «Крона» Космические войска будут использовать российские МиГ-31. КБ «Факел» ведёт разработку замены для ракет 79М6 «Контакт».

## История
21 ноября 1974 года постановлением Правительства СССР было предписано начать работы по созданию РОКР КО «Крона».
Радиооптический комплекс начал строиться советскими предприятиями и затем был достроен их правопреемниками — компаниями Научно-производственный комплекс «Научно-исследовательский институт дальней радиосвязи» (НПК НИИДАР) и Научно-производственная корпорация «Системы прецизионного приборостроения» (НПК СПП).
В 1989 году частично созданный комплекс состыкован с Центром контроля космического пространства.
В 1994 году радиооптический комплекс заступил на опытно-боевое дежурство.
В ноябре 1999 года система была сдана в опытную эксплуатацию. 
В 2005 году, после несколько лет наладки оборудования, «Крона» была поставлена на боевое дежурство.
В 2010 году радиооптический комплекс был дополнен высокоточным радиолокатором канала «Н».
В октябре 2017 — комплекс «Крона» заработал в полном объёме..
До 1996 года офицеров для обслуживания станции готовило Житомирское высшее училище радиоэлектроники ПВО имени Ленинского Комсомола, в начале на 3 факультете (факультет «ККП»), потом на 2 факультете «факультет „ПРО“, с 1992 года учебные группы курсантов -„лазерщиков“ переведены на 1 факультет (начальник факультета — полковник Батарагин В. В.)

## Руководители обсерватории
- Александр Геннадьевич Касаткин — начальник штаба воинской части, обслуживающей систему.